# Campanario de Xi'an

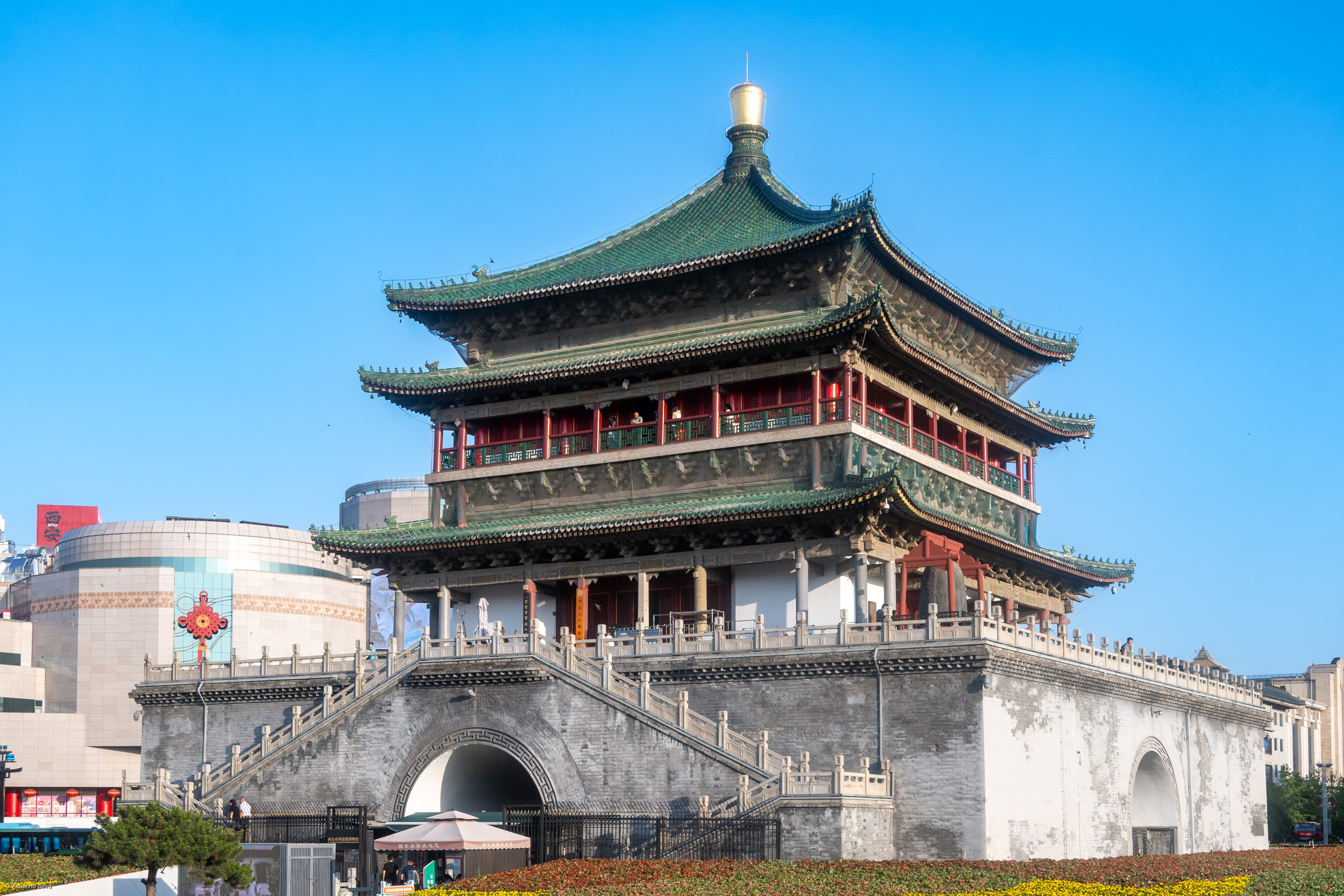
Vista del Campanario de Xi'an.

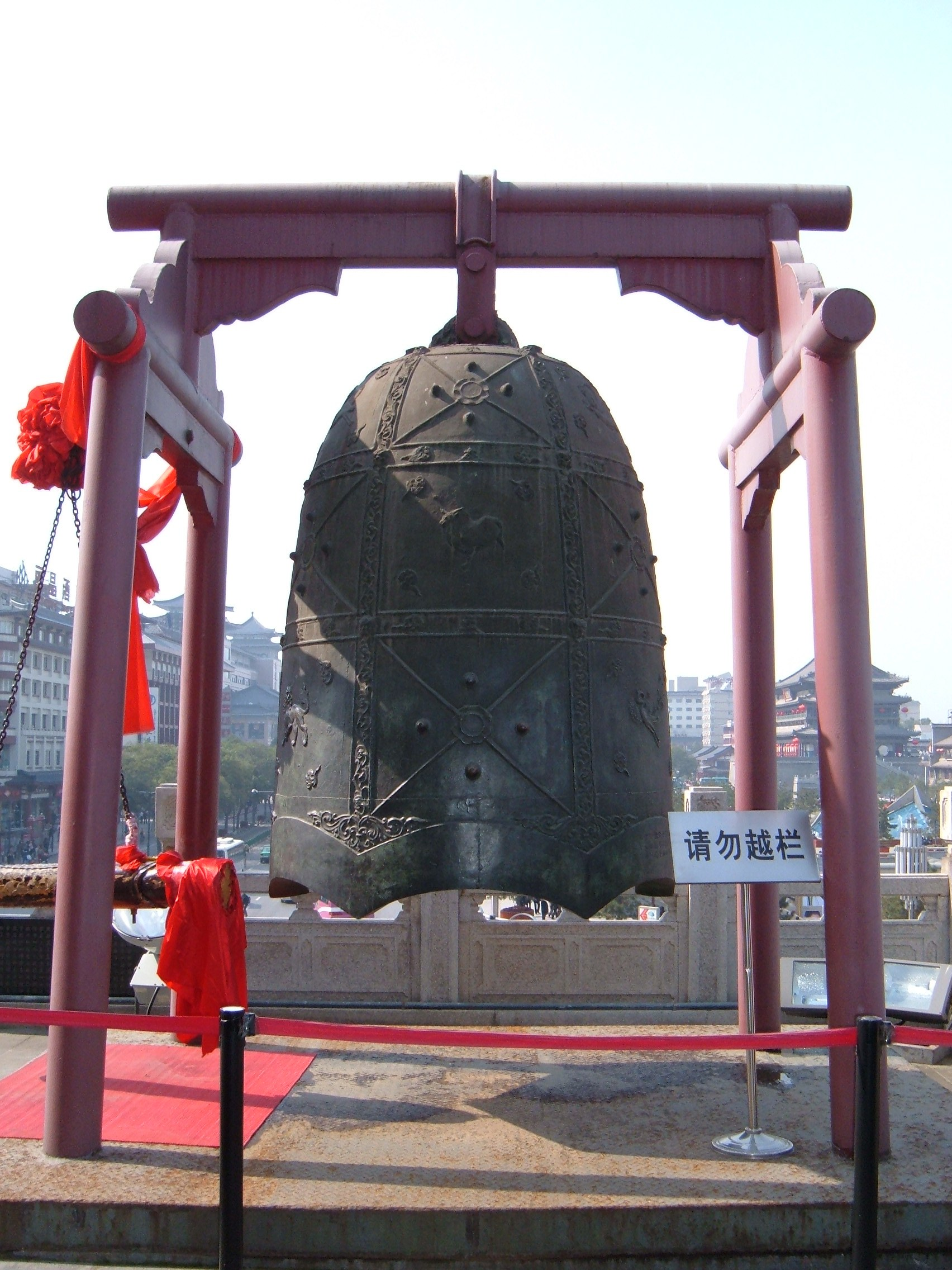
La campana jingyun, moldeada en el 711 durante la Dinastía Tang, tiene 247 cm de altura y pesa 6500 kg.

El Campanario de Xi'an (Chino: 西安钟楼), construido en 1384 a comienzos de la Dinastía Ming, es un símbolo de la ciudad de Xi'an y uno de los mejores monumentos de China. Contiene varias grandes campanas de bronce de la Dinastía Tang. Su base es cuadrada y tiene una superficie de 1377 m². La torre es de ladrillo y madera y tiene casi 40 metros de altura.
Hay varias leyendas sobre el Campanario, según una de las cuales:

Durante la Dinastía Ming, varios terremotos sacudieron la zona de Guangzhou. Había un gran río que discurría por el centro de la ciudad de Xi'an, y surgió una leyenda: Había un dragón en el río que siempre estaba activo y provocaba los terremotos. Un funcionario del gobierno de Xi'an creyó esto, por lo que ordenó que los herreros de toda la ciudad hicieran una cadena de hierro de varios miles de metros de longitud para atrapar al dragón y hundirlo en el río. Después ordenó que 5000 artesanos repararan el Campanario día y noche para que la torre contuviera al dragón. Creía que esto reprimiría firmemente al dragón bajo el río, y que no volvería a estar activo y causar terremotos. Después de la construcción del campanario, nunca volvieron a suceder terremotos en Xi'an.

Según otra leyenda:

Zhu Yuanzhang, el patriarca de la Dinastía Ming, nació pobre y sus padres fallecieron pronto. Cuando era muy pequeño, dependía de cuidar las ovejas a los demás. Cuando creció, se fue de su casa y se hizo monje. Cuando se convirtió en emperador, tenía miedo de que el verdadero emperador en algún lugar del país ("dragón hijo del cielo" significa rey enviado del cielo, el dragón es el símbolo del emperador) luchara por el trono con él. Ordenó construir campanarios para reprimir el "poder del dragón". En la antigüedad, Xi'an era la ciudad de los emperadores y en ella estaba trono del emperador, y el "poder del dragón" era muy fuerte. Zhu Yuanzhang tenía miedo, por lo que el Campanario de Xi'an se construyó no solo rápidamente, sino también muy alto.